# Tretja slovenska nogometna liga 2015-2016
La Tretja slovenska nogometna liga 2015-2016 (in lingua italiana: Terzo campionato calcistico sloveno 2015-2016), abbreviata in 3. SNL 2015-2016, fu la ventiquattresima edizione della terza serie del campionato di calcio sloveno.

## Format e regole
Nella stagione 2015-16, la terza divisione slovena venne divisa in 4 gironi per un totale di 52 squadre partecipanti. Tre gironi (Centro, Nord ed Est) erano composti da 14 club, mentre il girone Ovest solamente da 10. Le vincitrici dei 4 gruppi disputavano spareggi per definire le due squadre che sarebbero state promosse in seconda divisione. Le "seconde squadre" dei club della massima divisione non potevano essere promosse nella 2. SNL, dato che le regole della Federcalcio slovena prevedevano che, fra la squadra principale e la propria seconda, ci dovessero essere almeno due divisioni di differenza.
Il numero delle squadre retrocesse da ogni gruppo era determinato dal numero delle squadre, ricadenti nella propria giurisdizione, promosse dalla serie inferiore e da quelle retrocesse da quella superiore.
| Girone:       | Ovest                           | Centro                   | Nord                           | Est                           |
| ------------- | ------------------------------- | ------------------------ | ------------------------------ | ----------------------------- |
| Giurisdizione | MNZ Nova Gorica MNZ Capodistria | MNZ G. Kranj MNZ Lubiana | MNZ Celje MNZ Maribor MNZ Ptuj | MNZ Murska Sobota MNZ Lendava |

Questo significa che 3 squadre del girone Nord venivano retrocesse per far posto alle 3 vincitrici delle MNZ di competenza (Celje, Maribor e Ptuj). Il numero delle squadre retrocesse dai gironi Centro ed Est era 2, mentre solo una dal girone Ovest, poiché la MNZ Capodistria e la MNZ Nova Gorica costituivano un girone unico.

## Girone Ovest
|                       | Pos. | Squadra          | Pt | G  | V  | N | P  | GF | GS | DR  |
| --------------------- | ---- | ---------------- | -- | -- | -- | - | -- | -- | -- | --- |
|                       | 1.   | Brda             | 54 | 27 | 16 | 6 | 5  | 70 | 22 | +48 |
|                       | 2.   | Ajdovščina Škou  | 53 | 27 | 16 | 5 | 6  | 54 | 28 | +26 |
|                       | 3.   | Jadran Dekani    | 52 | 27 | 16 | 4 | 7  | 49 | 20 | +29 |
|                       | 4.   | Adria            | 43 | 27 | 12 | 7 | 8  | 43 | 33 | +10 |
|                       | 5.   | Vipava           | 41 | 27 | 13 | 2 | 12 | 42 | 56 | −14 |
|                       | 6.   | Bilje            | 38 | 27 | 12 | 2 | 13 | 37 | 43 | −6  |
|                       | 7.   | Tabor Sežana     | 37 | 27 | 10 | 7 | 10 | 40 | 42 | −2  |
|                       | 8.   | Izola            | 34 | 27 | 10 | 4 | 13 | 31 | 38 | −7  |
|                       | 9.   | Ilirska Bistrica | 21 | 27 | 6  | 3 | 18 | 22 | 52 | −30 |
|                       | 10.  | Cerknica         | 9  | 27 | 1  | 6 | 20 | 21 | 75 | −54 |
| classifica, risultati |      |                  |    |    |    |   |    |    |    |     |

Legenda:
  Partecipa agli spareggi−promozione.
      Promosso in 2. SNL 2016-2017 dopo gli spareggi.
      Retrocesso nel Campionato inter−comunale.
      Escluso dal campionato.
Regolamento:
Tre punti a vittoria, uno a pareggio, zero a sconfitta.

## Girone Centro
|                       | Pos. | Squadra          | Pt | G  | V  | N | P  | GF | GS | DR  |
| --------------------- | ---- | ---------------- | -- | -- | -- | - | -- | -- | -- | --- |
|                       | 1.   | Ilirija          | 59 | 26 | 18 | 5 | 3  | 73 | 19 | +54 |
|                       | 2.   | Bravo            | 58 | 26 | 18 | 4 | 4  | 79 | 28 | +51 |
|                       | 3.   | Ivančna Gorica   | 55 | 26 | 17 | 4 | 5  | 45 | 13 | +32 |
|                       | 4.   | Komenda          | 43 | 26 | 13 | 4 | 9  | 47 | 37 | +10 |
|                       | 5.   | Sava Kranj       | 43 | 26 | 13 | 4 | 9  | 45 | 40 | +5  |
|                       | 6.   | Zagorje          | 38 | 26 | 11 | 5 | 10 | 52 | 37 | +15 |
|                       | 7.   | Kolpa            | 38 | 26 | 11 | 5 | 10 | 36 | 39 | −3  |
|                       | 8.   | Brinje Grosuplje | 33 | 26 | 9  | 6 | 11 | 31 | 39 | −8  |
|                       | 9.   | Bled             | 32 | 26 | 8  | 8 | 10 | 36 | 37 | −1  |
|                       | 10.  | Rudar Trbovlje   | 31 | 26 | 9  | 4 | 13 | 36 | 52 | −16 |
|                       | 11.  | Lesce            | 29 | 26 | 7  | 8 | 11 | 28 | 45 | −17 |
|                       | 12.  | Žiri             | 23 | 26 | 6  | 5 | 15 | 27 | 59 | −32 |
|                       | 13.  | Jesenice         | 19 | 26 | 5  | 4 | 17 | 19 | 52 | −33 |
|                       | 14   | Medvode          | 10 | 26 | 2  | 4 | 20 | 18 | 75 | −57 |
| classifica, risultati |      |                  |    |    |    |   |    |    |    |     |

Legenda:
  Partecipa agli spareggi−promozione.
      Promosso in 2. SNL 2016-2017 dopo gli spareggi.
      Retrocesso nel Campionato inter−comunale.
      Escluso dal campionato.
Regolamento:
Tre punti a vittoria, uno a pareggio, zero a sconfitta.
Note:
Lo Žiri viene retrocesso poiché dalla 2. SNL scende lo Šenčur, che verrà incluso nella 3. SNL Centro 2016-2017.
Il Medvode cessa l'attività a fine campionato.

## Girone Nord
|                       | Pos. | Squadra           | Pt | G  | V  | N | P  | GF  | GS | DR  |
| --------------------- | ---- | ----------------- | -- | -- | -- | - | -- | --- | -- | --- |
|                       | 1.   | Brežice           | 66 | 26 | 21 | 3 | 2  | 69  | 22 | +47 |
|                       | 2.   | Maribor B         | 61 | 26 | 18 | 7 | 1  | 102 | 24 | +78 |
|                       | 3.   | Šampion Celje     | 55 | 26 | 17 | 4 | 5  | 74  | 34 | +40 |
|                       | 4.   | Videm             | 46 | 26 | 13 | 7 | 6  | 51  | 44 | +7  |
|                       | 5.   | Šmarje pri Jelšah | 45 | 26 | 13 | 6 | 7  | 59  | 40 | +19 |
|                       | 6.   | Fužinar           | 43 | 26 | 13 | 4 | 9  | 44  | 50 | −6  |
|                       | 7.   | Mons Claudius     | 42 | 26 | 13 | 3 | 10 | 41  | 34 | +7  |
|                       | 8.   | Dravograd         | 33 | 26 | 9  | 6 | 11 | 42  | 42 | 0   |
|                       | 9.   | Lenart            | 29 | 26 | 9  | 2 | 15 | 41  | 60 | −19 |
|                       | 10.  | Dobrovce          | 23 | 26 | 7  | 2 | 17 | 48  | 73 | −25 |
|                       | 11.  | Dravinja          | 22 | 26 | 5  | 7 | 14 | 34  | 56 | −22 |
|                       | 12.  | Šmartno           | 21 | 26 | 5  | 6 | 15 | 31  | 58 | −27 |
|                       | 13.  | Radlje            | 19 | 26 | 5  | 4 | 17 | 23  | 57 | −34 |
|                       | 14.  | Podvinci          | 10 | 26 | 3  | 1 | 22 | 18  | 83 | −65 |
| classifica, risultati |      |                   |    |    |    |   |    |     |    |     |

Legenda:
  Partecipa agli spareggi−promozione.
      Promosso in 2. SNL 2016-2017 dopo gli spareggi.
      Retrocesso nel Campionato inter−comunale.
      Escluso dal campionato.
Regolamento:
Tre punti a vittoria, uno a pareggio, zero a sconfitta.
Note:
Il Maribor B, essendo una "seconda squadra", non poteva essere promosso in 2. SNL.
Lo Šmartno non viene retrocesso perché va a coprire il posto libero lasciato dalla promozione del Brežice.

## Girone Est
|                       | Pos. | Squadra    | Pt | G  | V  | N  | P  | GF | GS | DR  |
| --------------------- | ---- | ---------- | -- | -- | -- | -- | -- | -- | -- | --- |
|                       | 1.   | Beltinci   | 62 | 26 | 20 | 2  | 4  | 67 | 26 | +41 |
|                       | 2.   | NŠ Mura    | 57 | 26 | 18 | 3  | 5  | 66 | 15 | +51 |
|                       | 3.   | Odranci    | 52 | 26 | 16 | 4  | 6  | 59 | 38 | +21 |
|                       | 4.   | Tromejnik  | 50 | 26 | 15 | 5  | 6  | 63 | 27 | +36 |
|                       | 5.   | Polana     | 42 | 26 | 12 | 6  | 8  | 55 | 48 | +7  |
|                       | 6.   | Ljutomer   | 40 | 26 | 12 | 4  | 10 | 31 | 29 | +2  |
|                       | 7.   | Nafta 1903 | 38 | 26 | 11 | 5  | 10 | 54 | 49 | +5  |
|                       | 8.   | Turnišče   | 34 | 26 | 10 | 4  | 12 | 31 | 47 | −16 |
|                       | 9.   | Grad       | 30 | 26 | 9  | 3  | 14 | 37 | 44 | −7  |
|                       | 10.  | Križevci   | 28 | 26 | 6  | 10 | 10 | 33 | 40 | −7  |
|                       | 11.  | Čarda      | 28 | 26 | 8  | 4  | 14 | 40 | 59 | −19 |
|                       | 12.  | Rakičan    | 19 | 26 | 4  | 7  | 15 | 21 | 51 | −30 |
|                       | 13.  | Bakovci    | 18 | 26 | 3  | 9  | 14 | 22 | 53 | −31 |
|                       | 14.  | Črenšovci  | 14 | 26 | 4  | 2  | 20 | 24 | 77 | −53 |
| classifica, risultati |      |            |    |    |    |    |    |    |    |     |

Legenda:
  Partecipa agli spareggi−promozione.
      Promosso in 2. SNL 2016-2017 dopo gli spareggi.
      Retrocesso nel Campionato inter−comunale.
      Escluso dal campionato.
Regolamento:
Tre punti a vittoria, uno a pareggio, zero a sconfitta.

## Spareggi
Le vincitrici dei 4 gironi si sfidarono per 2 posti in 2. SNL 2016-2017.
| Squadra 1 | Totale | Squadra 2 | Andata     | Ritorno    |
| --------- | ------ | --------- | ---------- | ---------- |
|           |        |           | 04.06.2016 | 08.06.2016 |
| Brda      | 2 – 1  | Beltinci  | 0 – 0      | 2 – 1      |
| Ilirija   | 2 – 4  | Brežice   | 0 – 4      | 2 – 0      |